# Tierfotografie

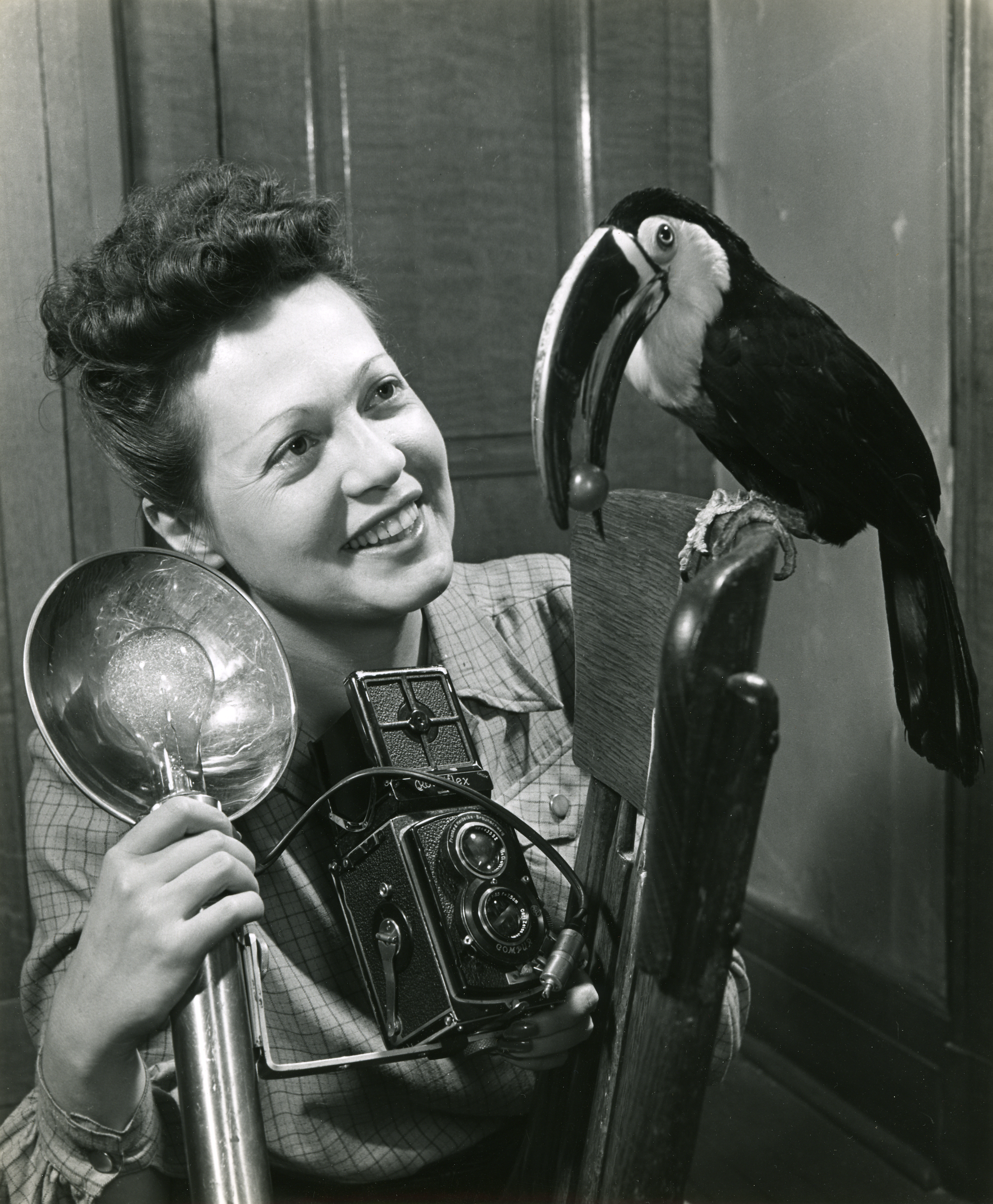
Tierfotografin, um 1946

Die Tierfotografie ist ein Genre der Fotografie, das sich auf die Abbildung von Tieren konzentriert und einen bedeutenden Teilbereich der Naturfotografie bildet. Sie umfasst eine Vielzahl von Stilen, von dokumentarischen Aufnahmen bis hin zu künstlerischen Darstellungen von Wild-, Zoo- und Haustieren. Die Tierfotografie hat sich kontinuierlich weiterentwickelt, sowohl technisch als auch ästhetisch. 
Tierfotografie spielt eine bedeutende Rolle in der Umwelt- und Wissenschaftskommunikation und hat sich außerdem zu einer wichtigen Kunstform und einem populären Hobby entwickelt.

## Disziplinen innerhalb der Tierfotografie

### Wildtierfotografie
Wildtierfotografie, auch Wildlife-Fotografie genannt, ist eine spezielle Disziplin der Tierfotografie, die sich auf die Aufnahme von Tieren in ihrer natürlichen Umgebung konzentriert. Die US-Amerikanerin Mary Augusta Wallihan (1837–1922) gilt als Pionierin im Bereich der Wildtierfotografie.

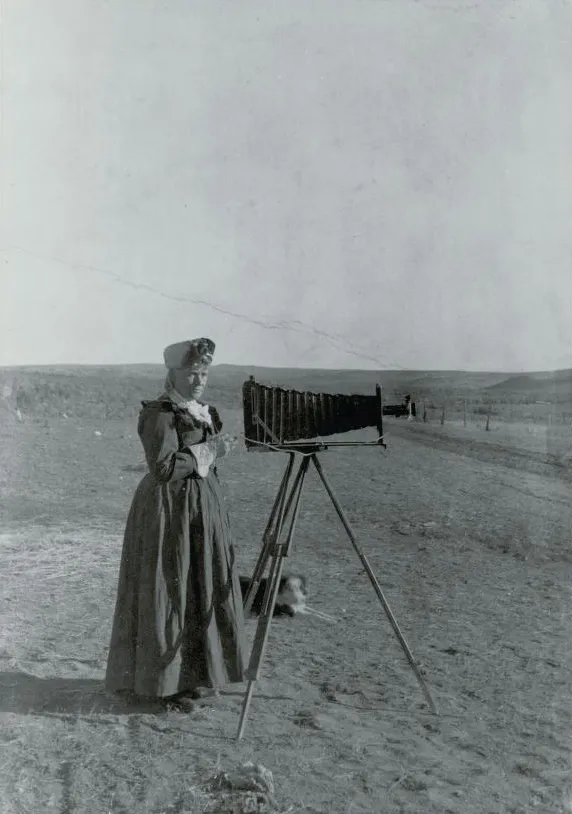
M.A. Wallihan
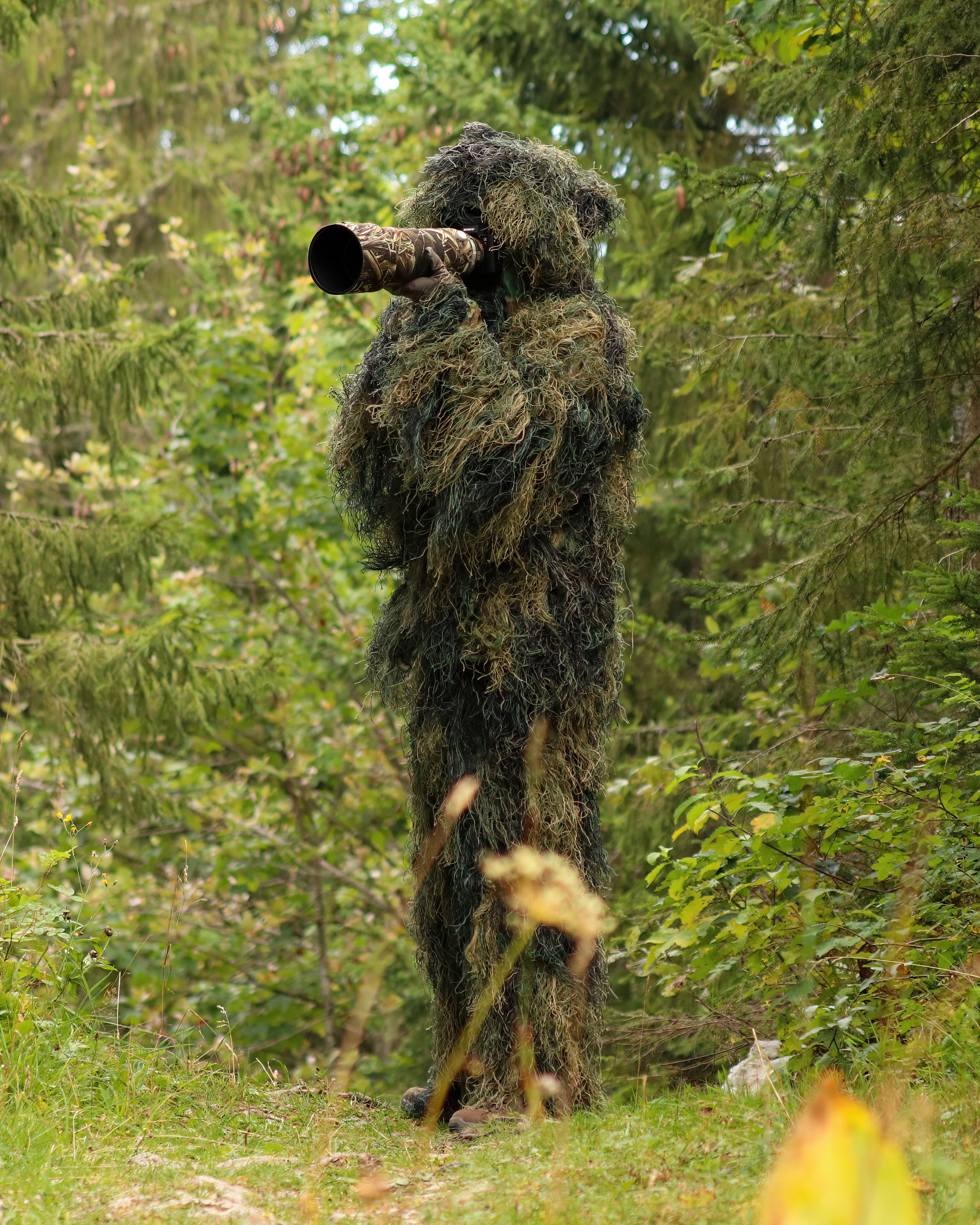
Fotoausrüstung für unbemerktes Fotografieren
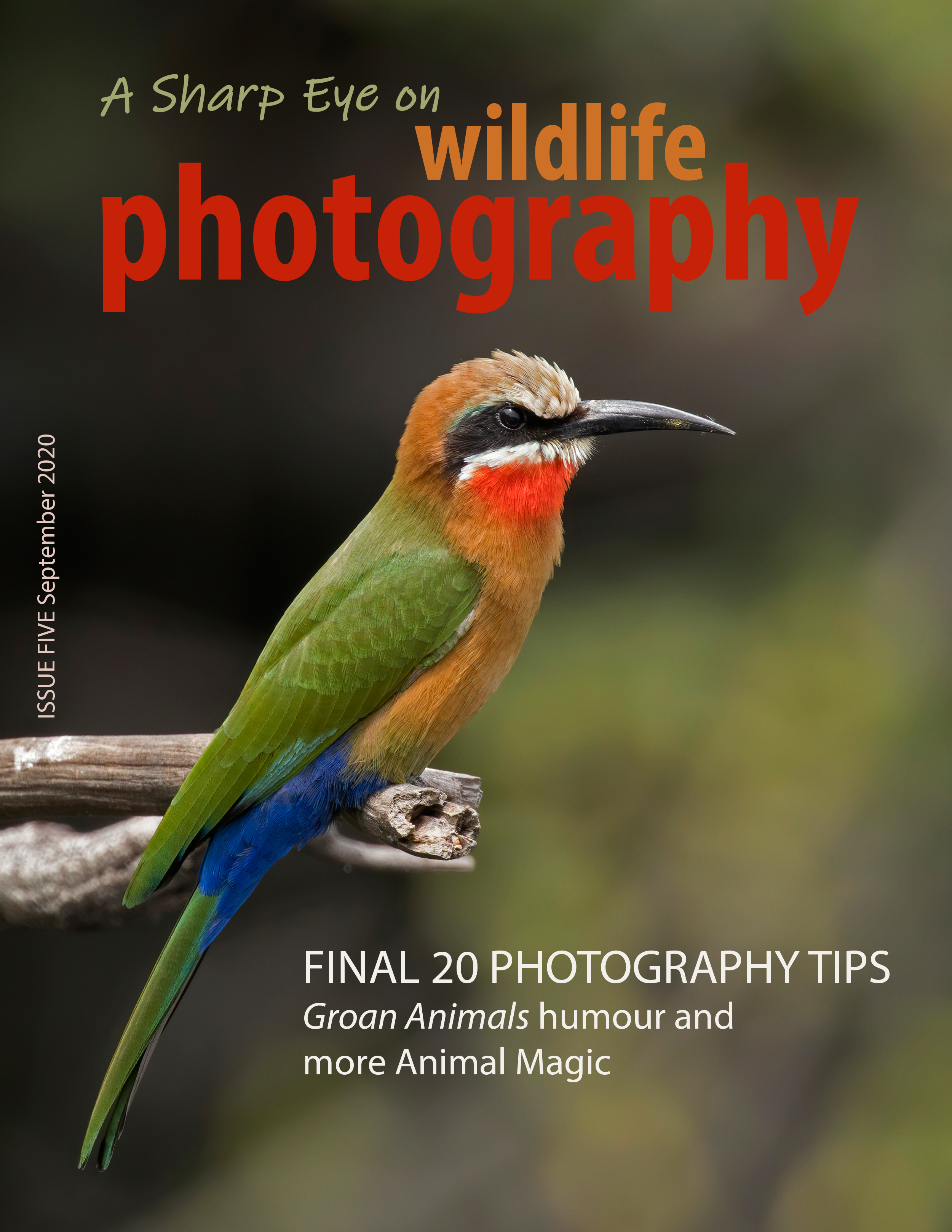
Ein Fotomagazin für Wildtierfotografie
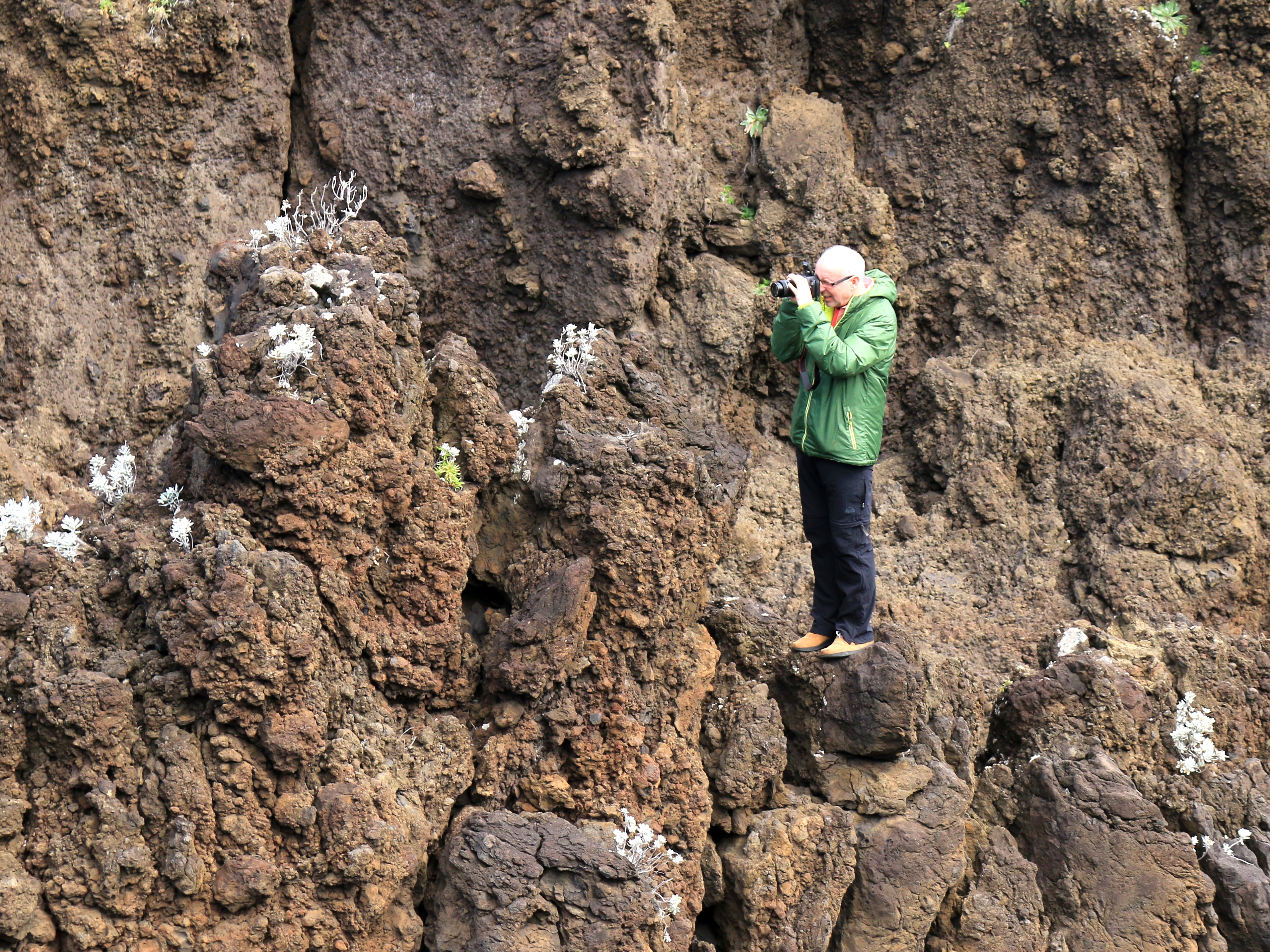
Amateur bei der Vogelfotografie

### Haustierfotografie
Die professionelle Haustierfotografie hat sich zu einem kommerziell bedeutenden Bereich innerhalb der Fotografie entwickelt. Global wird für diese Disziplin eine Marktgröße von rund 0,17 Milliarden USD berechnet (2024).

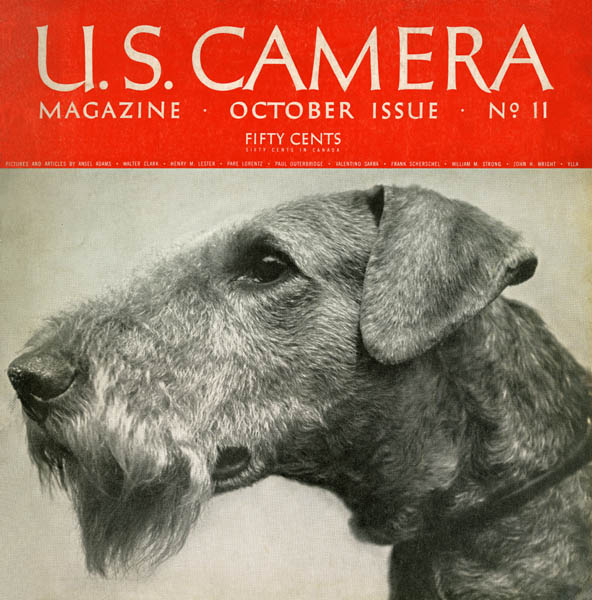
Professionelles Terrier-Portrait, um 1938
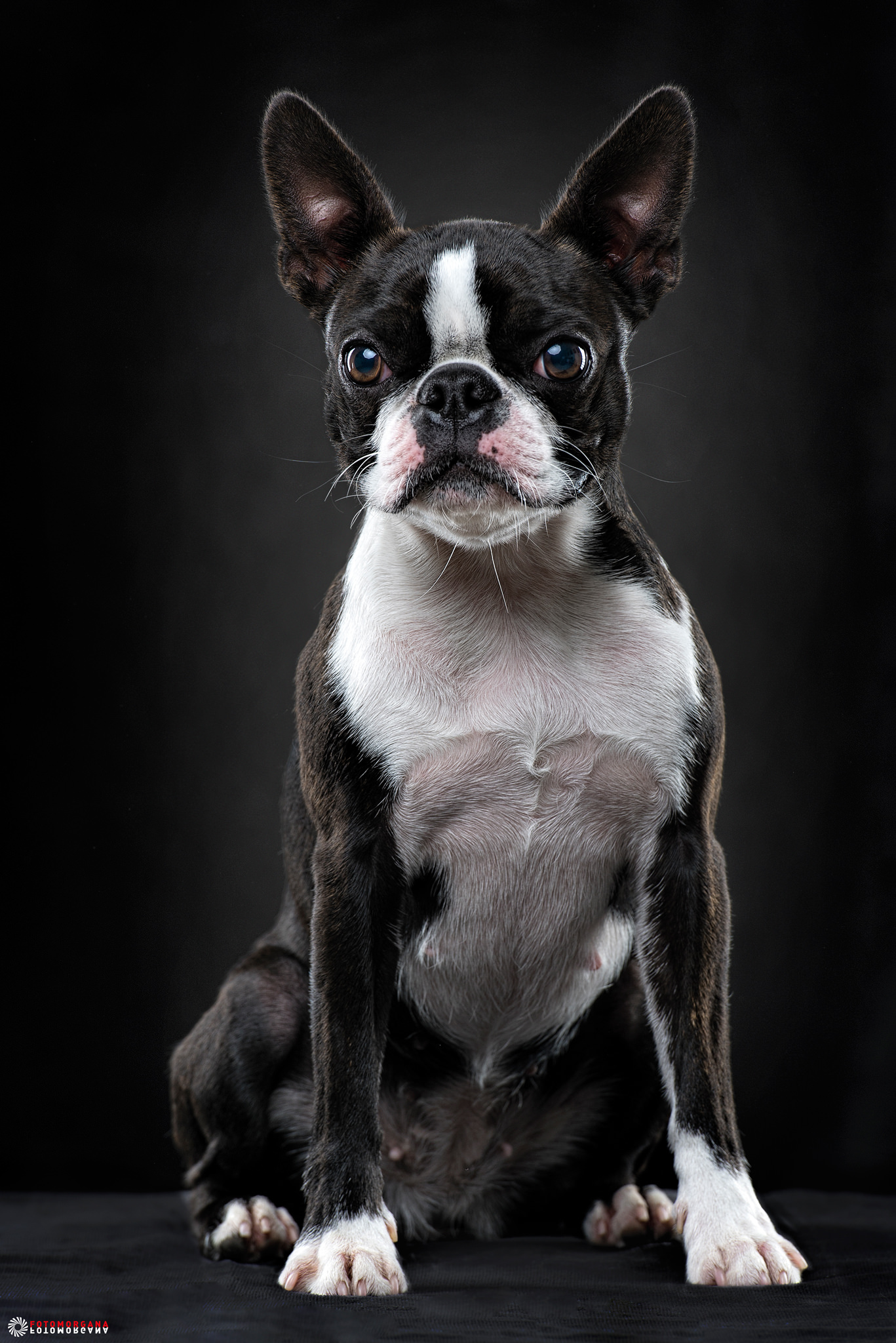
Studiofotografie eines Boston Terriers, 2016

### Kunstfotografie
Die künstlerische Fotografie findet sich auch in der Tierfotografie wieder, wobei der Übergang zu den anderen Disziplinen fließend ist.

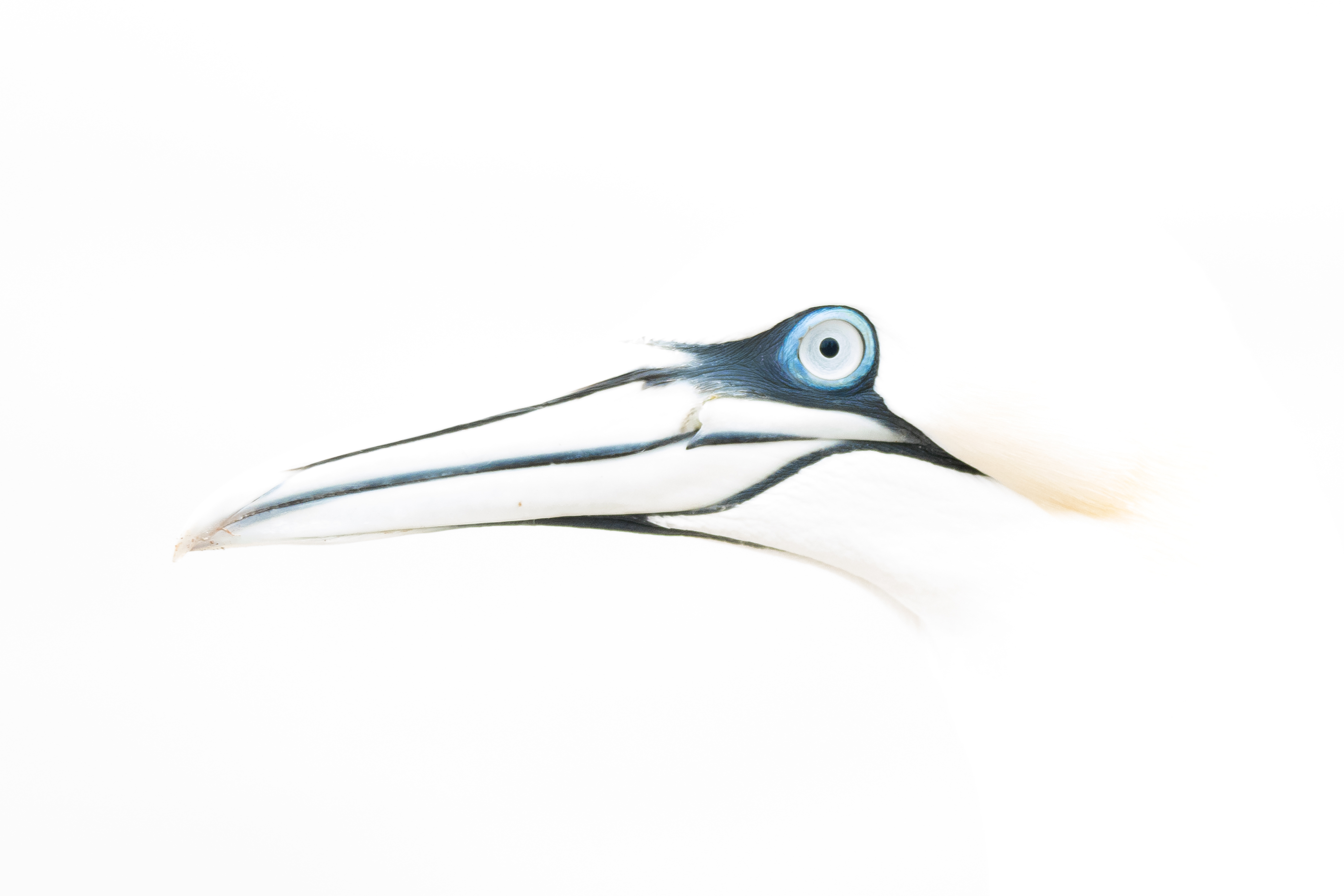
High-key-Fotografie Portrait eines Basstölpels 5 Blendenstufen überbelichtet.
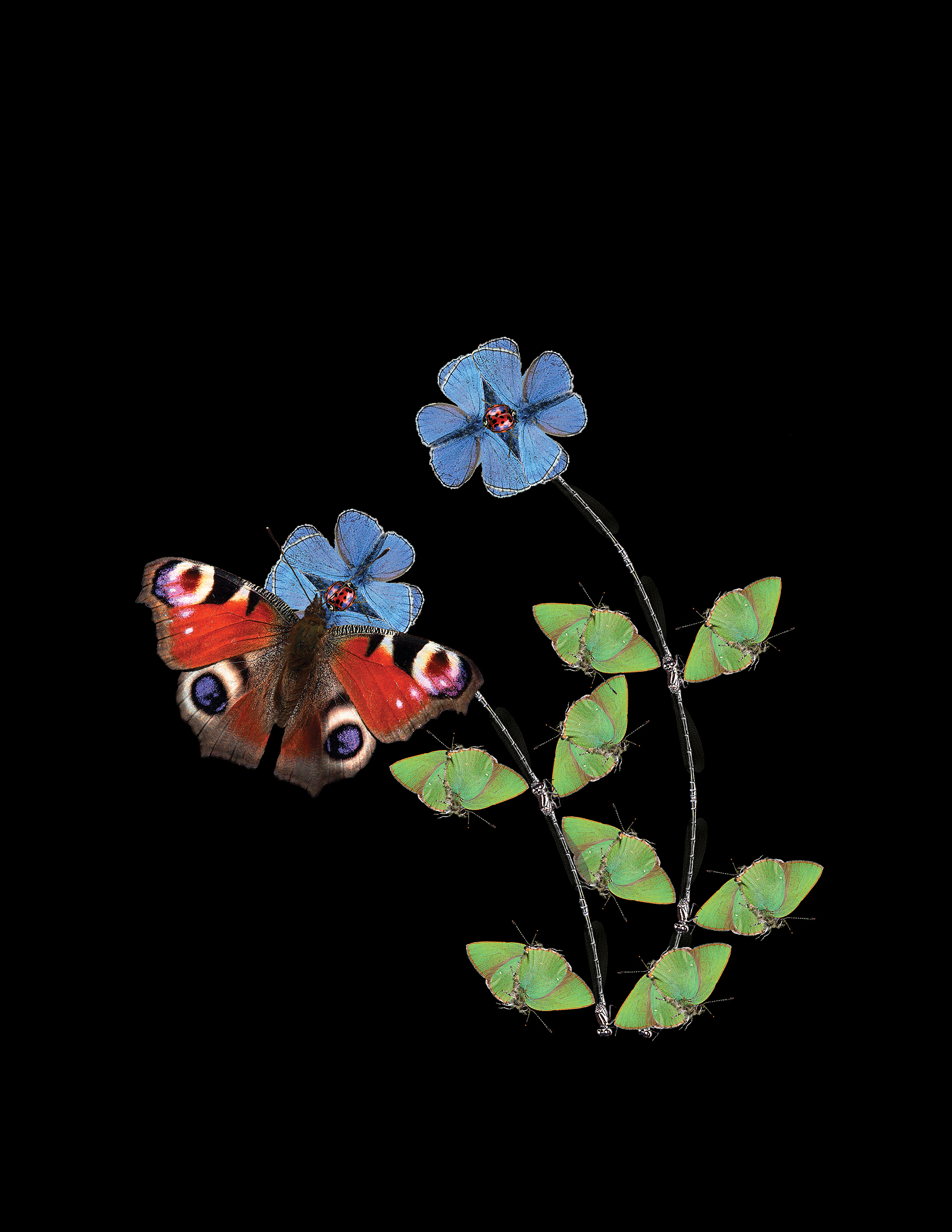
Fotocollage aus Insektenfotografien
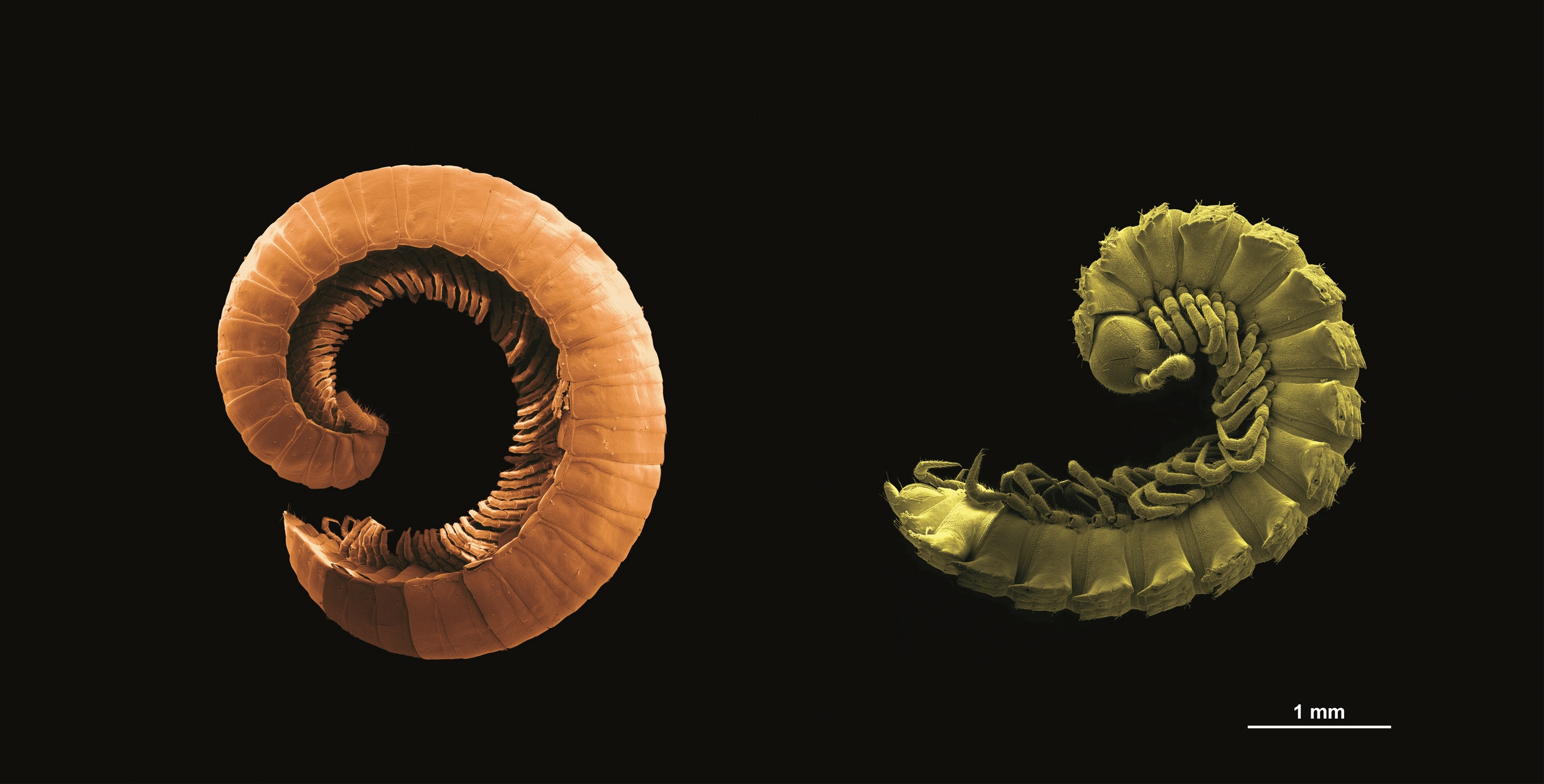
Doppelfüßer, wissenschaftliche Fotografie

## Wettbewerbe mit Kategorien für Tierfotografie
- Wildlife Photographer of the Year – Der bekannteste Wettbewerb im Bereich der Tier- und Naturfotografie, mit mehreren tierbezogenen Kategorien.[4]
- Nature's Best Photography – Der Fotowettbewerb prämiert 11 Kategorien, darunter Wildtiere, Vögel und humorvolle Tierfotos.[5]
- Audubon Photography Awards – Wettbewerb speziell für US-amerikanische Vogelfotografie.[6]
- GDT European Wildlife Photographer of the Year – Der Wettbewerb prämiert u. a. in den Kategorien Vögel, Säugetiere und andere Tiere.[7]

## Technik
Die meisten Wildtiere sind scheu und lassen den Menschen nicht nah genug heran, um mit üblicher Amateurausstattung zufriedenstellende Aufnahmen zu erzielen. Manche wiederum sind auch gefährlich genug, dass man einen Abstand zum eigenen Schutz nicht zu klein wählt. Bei Aufnahmen in Zoos sind häufig Zäune, Gräben oder andere Umstände hinderlich. Die Tierfotografie ist daher in weiten Bereichen eine Domäne der Kameras mit langen bis sehr langen Teleobjektiven. Ausnahmen finden sich bei der Unterwasserfotografie und bei Aufnahmen im extremen Nahbereich.
Für die Fotografie von größeren Echsen und Säugetieren aus sicherer Entfernung sind z. B. bei Kleinbildkameras und Mittelformatkameras Teleobjektive mit Brennweiten zwischen 135 und 800 mm notwendig. Kleinere Tiere können mit üblichen Normalobjektiven mit Brennweiten von 50 bzw. 80 mm aufgenommen werden. Für Spinnen, Ameisen, Käfer, Würmer und Lebewesen in ähnlicher Größe werden oft Makroobjektive eingesetzt, die Abbildungen von 1:1 bis 1:5 auf dem Kleinbildfilm oder 6x6-Film erlauben.

Für Vergrößerungen im Bereich von 1:10 bis 10:1 wird z. B. ein Umkehrring, ein Distanzring oder ein Balgengerät eingesetzt. Für höhere Auflösungen existieren Fotoapparate und -kameras, die an Mikroskopen angeschlossen werden.

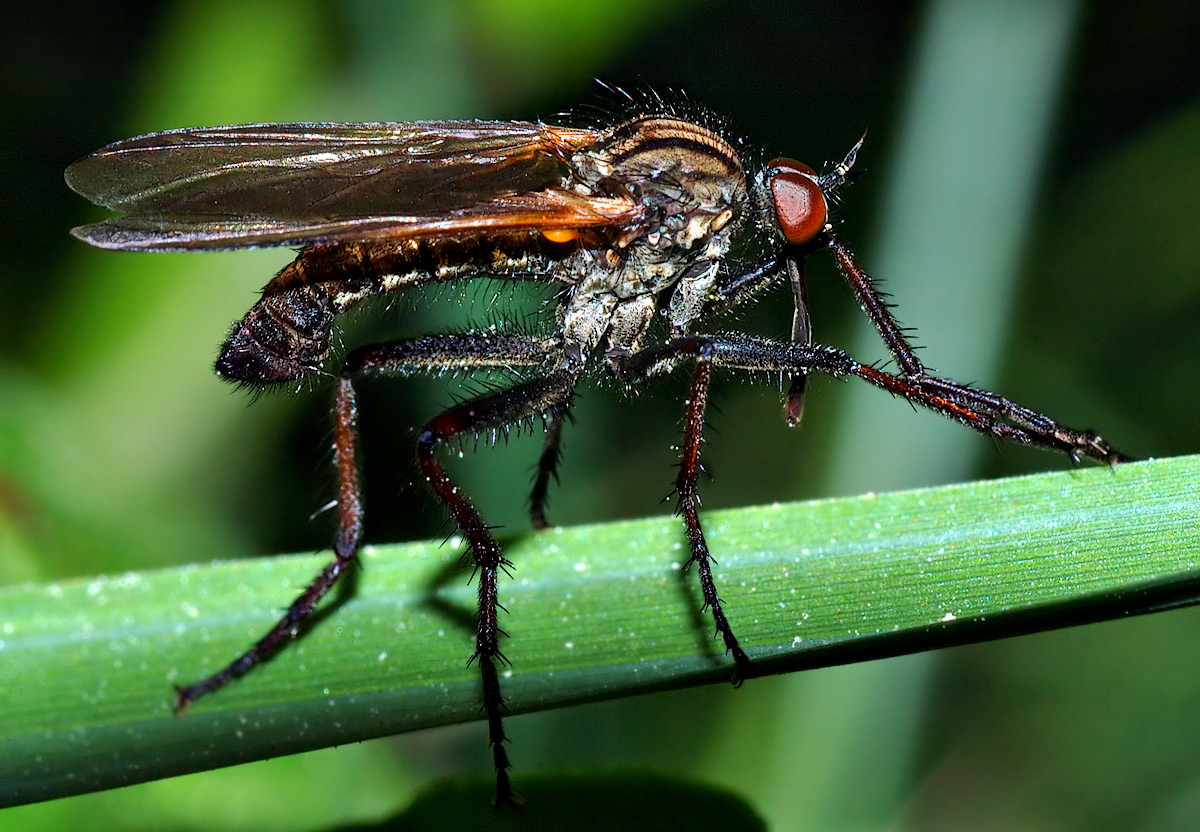
Makroaufnahmen von Tieren erfordern Geduld, geeignete Objektive und geschickte Beleuchtungstechnik

## Bekannte Tierfotografen
- Frans Lanting
- Bengt Berg
- Willi Dolder
- Hans Dionys Dossenbach
- Klaus Nigge
- Fritz Pölking
- Benny Rebel
- Wolf Spillner
- Burkhard Winsmann-Steins
- Robert Marc Lehmann

- Karine Aigner – US-amerikanische Tierfotografin[9]
- Gabriele Boiselle – deutsche Tierfotografin (Pferde)[10]
- Alex Cearns – australische Tierfotografin[11]
- Käthe Hecht – deutsche Tierfotografin[12]
- Aarzoo Khurana – indische Wildtierfotografin[13]
- Hedda Walther – deutsche Tierfotografin[14]
- Ylla – ungarische Tierfotografin[15][16]